# Richard Collinson
Richard Collinson, né le 7 novembre 1811 à Gateshead et mort le 13 septembre 1883) à Ealing, est un officier britannique de la Royal Navy et un explorateur de l'Arctique.

## Biographie
Il entre dans la Royal Navy en 1823 et sert sur les côtes ouest de l'Amérique avec Edward Belcher (1831), Frederick William Beechey, puis de nouveau Belcher (1835-1838). En 1841, il est promu commandant puis capitaine (1842) et prend part à la première guerre de l'opium.
Collinson commande en 1850 le HMS Enterprise dans la recherche de l'expédition Franklin, découvrant un passage au nord-ouest du détroit de Béring. Il hiverne à Hong Kong puis parcours le détroit de Béring jusqu'au cap Lisburne puis le détroit du Prince-de-Galles et celui de Barrow. Il visite la Terre de Banks, la Prince Albert Peninsula (en), l'île de Melville, la baie de Cambridge et la côte sud-est de la Terre Victoria. Il recueille quelques reliques de Franklin et des rumeurs de son naufrage, puis après un troisième hivernage, revient en Angleterre en 1855.
La Royal Geographical Society dont il sera vice-président de 1857 à 1875, lui a attribué une médaille d'or. Il est ordonné amiral en 1875.

## Hommages
Deux caps portent son nom, l'un au nord-est de l'île Ellesmere, l'autre au sud-est de l'île Banks. A l'ouest de l'île du Prince-de-Galles se trouve aussi le cap Richard-Collinson.